# Croix de cimetière de Longepierre
La croix de cimetière de Longepierre est une croix de cimetière située sur le territoire de la commune de Longepierre dans le département français de Saône-et-Loire et la région Bourgogne-Franche-Comté.

## Historique
Elle fait l'objet d'un classement au titre des monuments historiques depuis le 20 juillet 1908.

## Description
Ce calvaire en pierre du XVIe, classé MH dès 1908, est à socle et fût octogonaux sur base flamboyante à écoinçons. Les pieds du Christ reposent sur la tête d'un ange. Sur l'autre face du calvaire : la Vierge à l'Enfant. Ses pieds reposent sur une console et on peut admirer son visage, mieux protégé des intempéries que celui du Christ. Sur le socle du calvaire est visible une inscription dont il ne subsiste que quelques caractères. Il s'agit sans doute des initiales des donateurs de ce petit monument.